# Droga Świętego Patryka

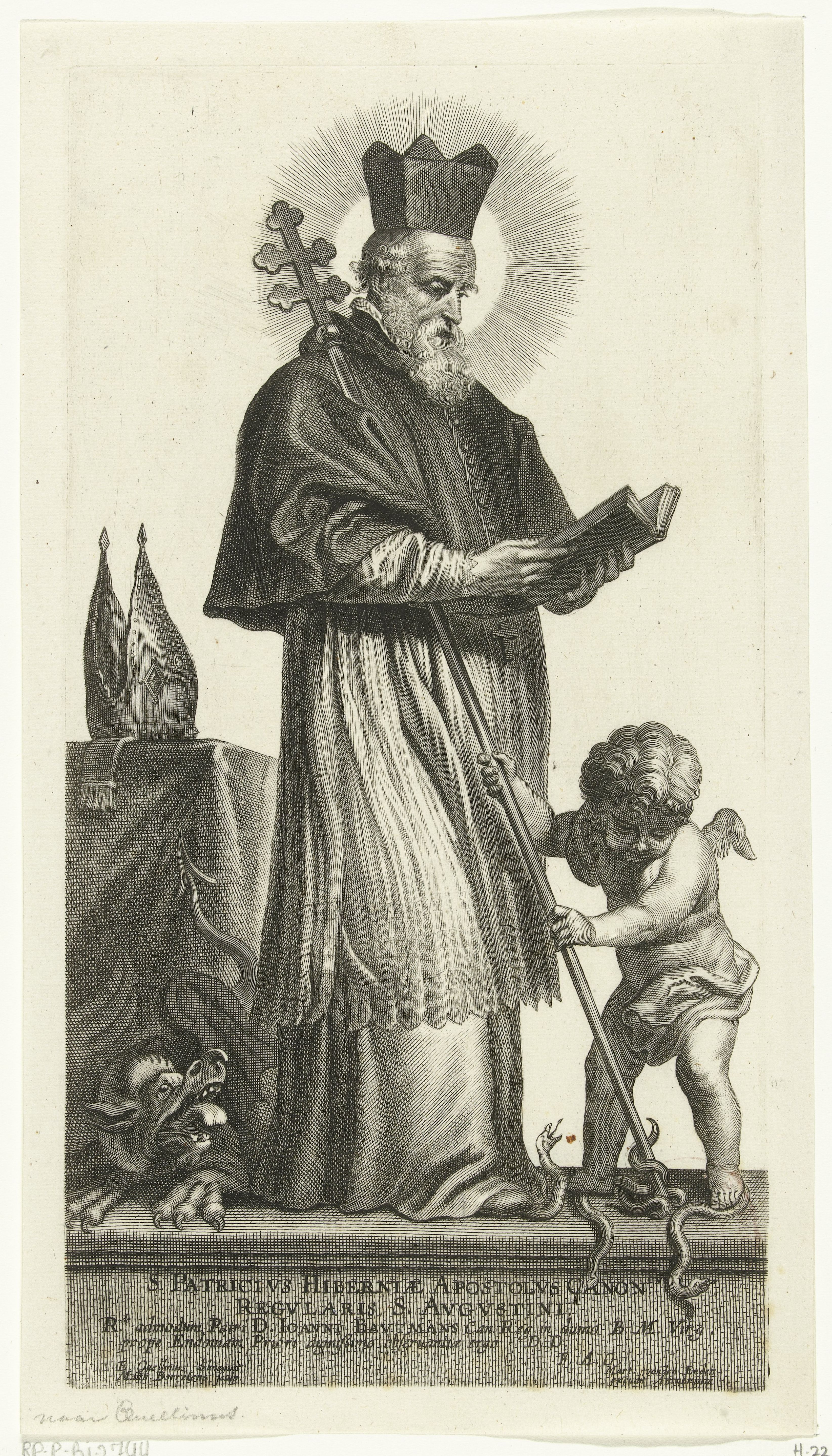
Święty Patryk

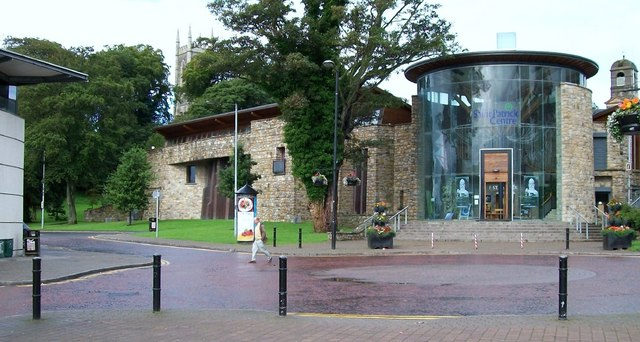
Centrum Świętego Patryka w Downpatrick

Droga Świętego Patryka (ang. Saint Patrick's Trail) – trasa turystyczna w Irlandii Północnej (hrabstwie Down) o długości 148 km (bez szlaków bocznych), łącząca piętnaście miejscowości, mających związek z życiem i dziedzictwem Świętego Patryka.

## Przebieg szlaku

### Trasa główna
Szlak ma następujący przebieg:
- Armagh
  - katedra rzymskokatolicka św. Patryka
  - katedra anglikańska św. Patryka
  - Armagh County Museum
  - biblioteka miejska
  - No 5 Vicars’ Hill – muzeum (m.in. numizmatyka)
- Newry
  - zamek Bagenal's – opactwo cystersów ufundowane w 1153,
- Downpatrick
  - katedra św. Trójcy
  - muzeum regionalne
  - Centrum Świętego Patryka
  - ruiny opactwa Inch (Inch Abbey)
  - kościół Saul (tzw. Stodoła) – baza wypadowa św. Patryka do działań misyjnych
  - Struell Wells (zespół czterech świętych studni)
  - kościół Raholp
  - statua św. Patryka
- Greyabbey (ruiny opactwa cysterskiego)
- Newtownards (opactwo Movilla, Movilla Abbey)
- Bangor
  - opactwo Bangor (Bangor Abby)
  - muzeum Notrh Down[2]

### Trasy boczne
Oprócz trasy głównej szlak posiada dodatkowe warianty boczne:
- z Armagh do:
  - Maghery – kamień św. Patryka
  - Portadown (kościół św. Gobana) i Craigavon
- z Newry do:
  - Banbridge i Dromore (katedra)
  - Meigh (stary kościół Killevy) i Jonesborough (kamień Kilnasaggart)
  - Rostrevor (stary cmentarz Kilbroney)
- z Downpatrick do Killough (Punkt Świętego Jana, ang. Saint John's Point)
- z Newtownards do Comber (kamień Comber) i Lisbane (ruiny klasztoru Nendrum)
- z Bangor do Holywood (klasztor Holywood Priory założony w 640)[2]